# Théâtre grec antique
Pour les articles homonymes, voir Théâtre antique.
Ne doit pas être confondu avec Théâtre grec de Montjuïc.

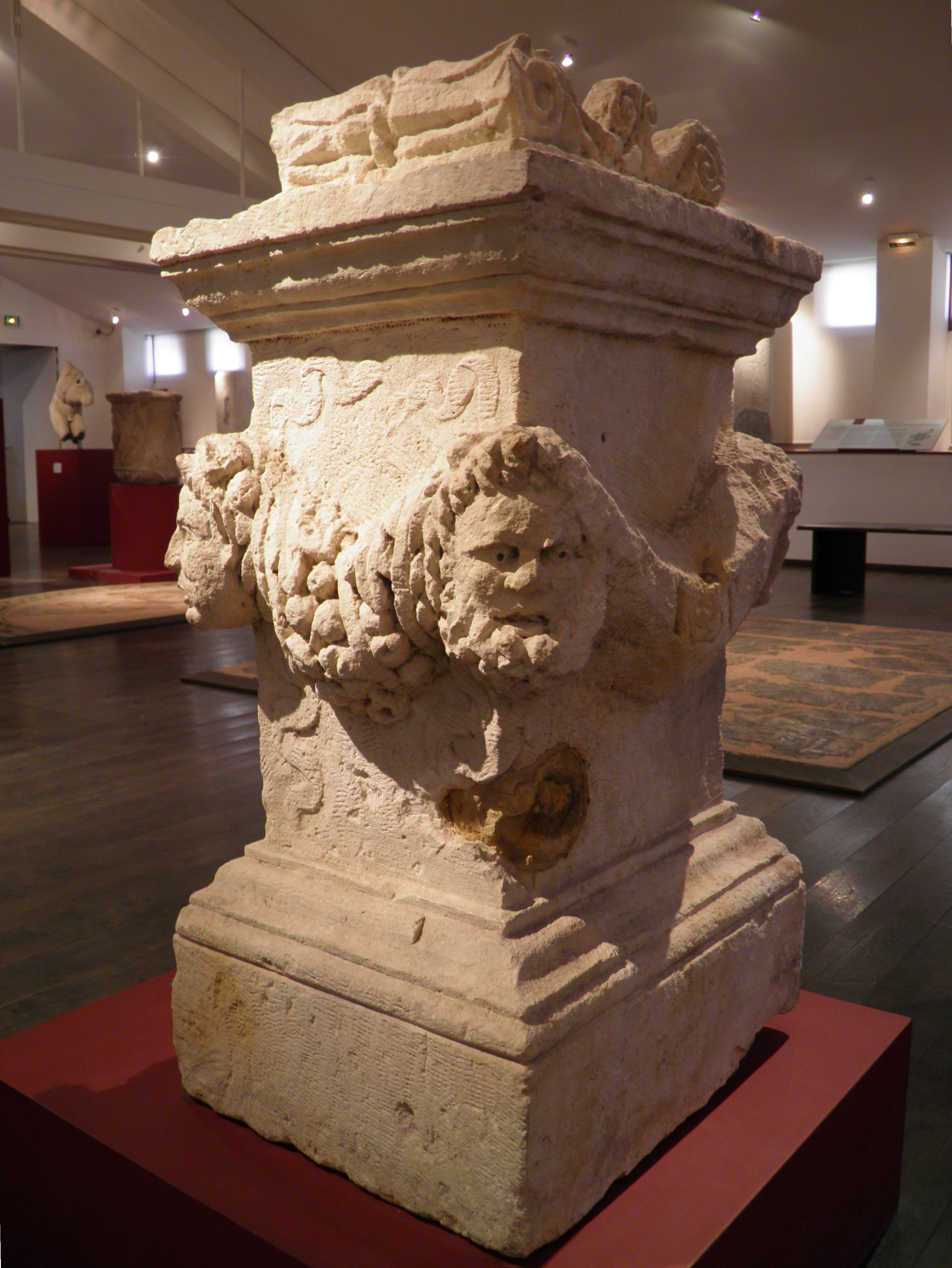
Autel sculpté découvert au chevet de la cathédrale Saint-Étienne (Toulouse).

Le théâtre grec antique est à l'origine du théâtre en Occident. Il prend naissance à l'époque archaïque au VIe siècle av. J.-C. pour atteindre son apogée à Athènes au Ve siècle av. J.-C.

## Origine
Le théâtre naît en Grèce à l'époque archaïque. Le théâtre émerge, selon Aristote, du dithyrambe lors des fêtes en l'honneur de Dionysos, dieu du vin, des arts et de la fête. Il tire son nom du latin theatrum qui le tire lui-même du nom grec θέατρον / théatron, issu du verbe θεάομαι / theáomai, « regarder ». Le théâtre est donc à la fois le lieu d'où l'on regarde (les gradins) et ce qui est regardé (la scène où se déroule le spectacle). Lors des premières manifestations de cet art, l'acteur mime et grimace de façon exagérée pendant qu'un public participe bruyamment au spectacle. Décors, mise en scène, texte n'apparaissent que plus tard.
Au cours du VIe siècle av. J.-C. et du Ve siècle av. J.-C., le théâtre est né et s'est développé à partir des dithyrambes, des processions, des danses, des chants et des paroles chantées à la gloire des héros grecs. Ces spectacles ont lieu autour des temples consacrés au culte de ces figures illustres ou sur l'agora dans la région de Corinthe. Lentement, un lieu spécifique s'intègre au temple pour les représentations proprement théâtrales. La tradition rapporte que Thespis, auteur du VIe siècle av. J.-C. qui se produit près d'Icaria, révolutionne le dithyrambe : il y introduit le premier acteur, le protagoniste. Pendant que le chœur chante les dithyrambes, l'acteur soliste, Thespis en l'occurrence, intercale des vers parlés. Le protagoniste joue alors tous les rôles. C'est la forme primitive du théâtre qui connaît dès lors un développement très rapide. Phrynichos, poète tragique du VIe siècle av. J.-C., dont l'œuvre se résume aujourd'hui à quelques fragments, exerce ensuite une influence notable sur le développement du texte et sur les premiers grands dramaturges. Le récit dramatique, au lieu de raconter et de résumer les faits, permet bientôt de représenter en temps réel le déroulement des actions des héros. 

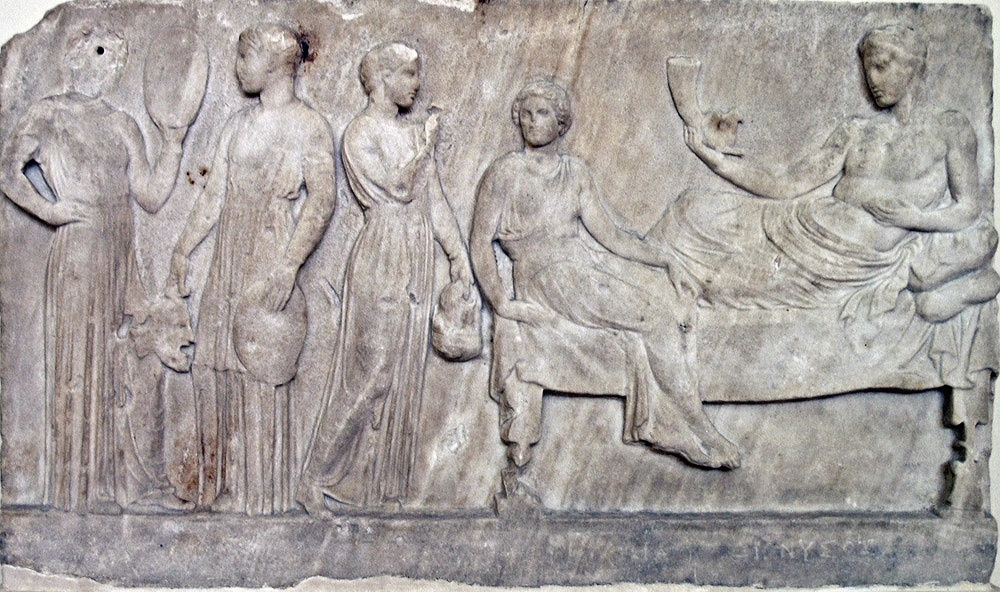
Relief votif célébrant une victoire dans un concours dionysiaque, peut-être suivant une représentation des Bacchantes : à gauche trois acteurs tiennent des masques ; à droite Paidéia assise devant Dionysos allongé sur une couche. Vers 401 av. J.-C., Musée national archéologique d'Athènes

En -538, Pisistrate organise le premier concours athénien de tragédie. Eschyle introduit le deutéragoniste (deuxième acteur) et Sophocle le tritagoniste (troisième acteur). Les Perses d'Eschyle, écrite en 472 av. J.-C., est la plus ancienne tragédie entièrement conservée.
Au temps du développement de la philosophie, de la sophistique et de la démocratie, le théâtre devint sujet à des interrogations politiques ou éthiques, mais, puisqu'on célèbre toujours Dionysos au temple, son culte demeure étroitement lié au théâtre. Non seulement les représentations théâtrales content-elles des mythes et des fables, mais elles se déroulent pendant les Dionysies et les Lénéennes. En outre, le théâtre est organisé de manière à instaurer un support pour la communication avec les dieux, et avec Euripide, pour remettre en question la valeur de leurs attitudes et de leurs actions sur les hommes et leur condition.
Jane Ellen Harrison signale que Dionysos dieu du vin (boisson des couches aisées) s'est substitué tardivement à Dionysos dieu de la bière (boisson des couches populaires) ou Sabazios, dont l'animal emblématique chez les Crétois était le cheval ou le centaure. Il se trouve que la bière athénienne était une bière d'épeautre, trágos en grec. Ainsi, les « odes à l'épeautre » (tragédies) ont-elles pu être considérées tardivement, par homonymie, comme des « odes aux boucs » (l'animal qui accompagnait le dieu et associé au vin rouge chez les Crétois ou les Athéniens).

## Le théâtre athénien auVesiècleav.J-C

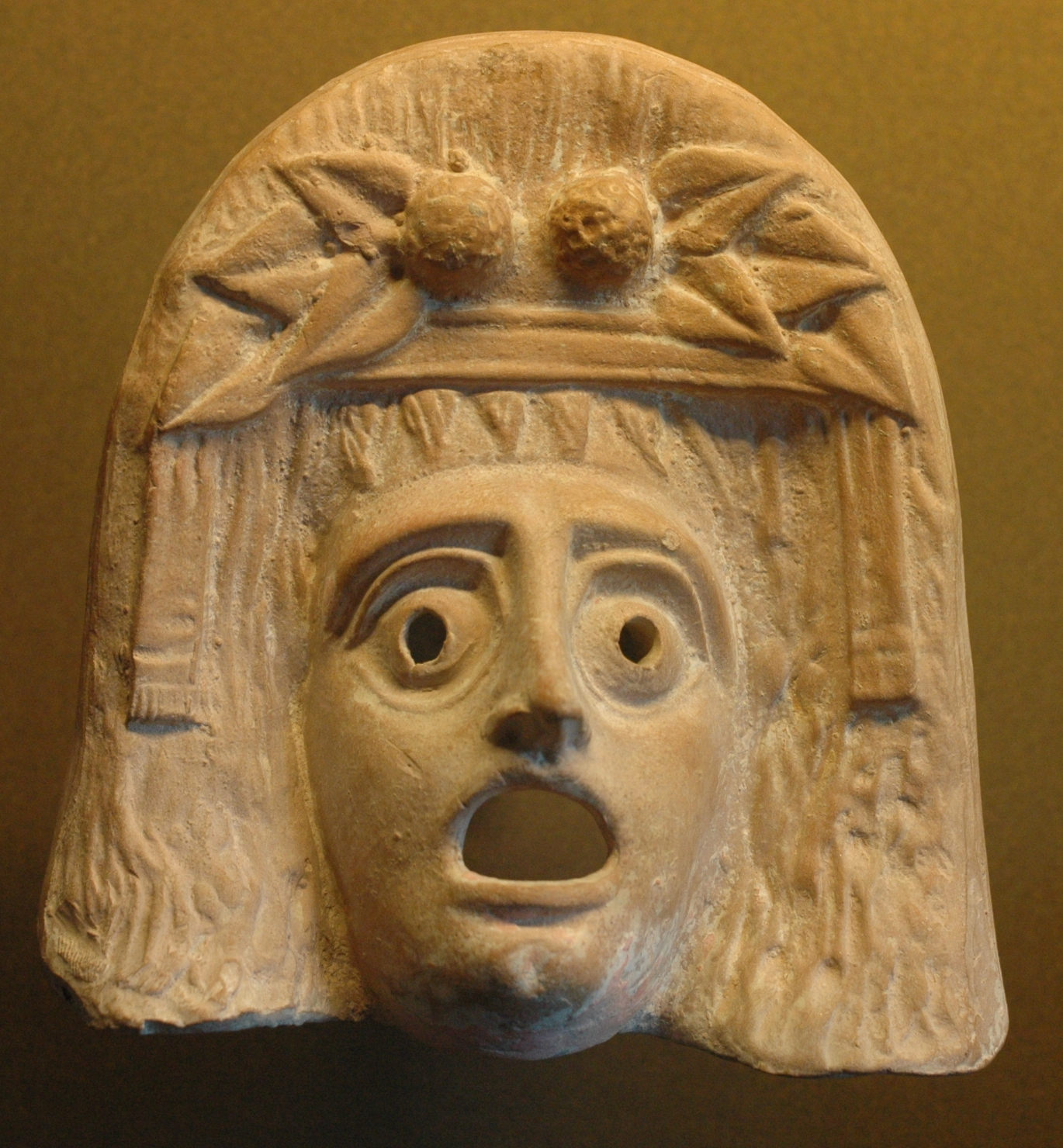
Figure décorative d'un masque de théâtre représentant Dionysos, terre cuite de Myrina, Musée du Louvre.

Les trois principaux festivals de théâtre sont les Petites Dionysies, de décembre à janvier, les Lénéennes, de janvier à février et les Grandes Dionysies, de mars à avril. Ces festivals donnent lieu à un concours de tétralogies : trois tragédies et un drame satyrique. L'ouverture des festivités est faite de processions et de cérémonies en l'honneur de Dionysos. On sacrifiait notamment un bouc en l'honneur du dieu (bouc en grec, se dit tragos, à l'origine du mot tragédie).
Les grandes Dionysies ont lieu à Athènes et durent de cinq à dix jours durant le mois de Élaphébolion (la restitution courante donne sept jours) ; les quatre derniers jours donnent lieu à des agons tragiques et comiques, du lever au coucher du soleil à raison d'un auteur par jour. Ceux qui assistent à celles-ci entièrement peuvent entendre près de vingt mille vers sans compter les dithyrambes (chants religieux). La première journée (le 11 du mois) est consacrée aux concours de dithyrambes. La deuxième (le 20) est celle des comédies : trois poètes et plus tard cinq en présentent chacun une. Les trois jours suivants (22, 13 et 15) sont réservés à la tragédie, et chacun d'eux est consacré tout entier à l'œuvre de l'un des trois poètes choisis par l'archonte. Chaque œuvre tragique consiste en une tétralogie, à savoir une trilogie (composée de trois tragédies sur le même sujet), suivie d'un drame satyrique.
L'archonte éponyme, l'un des magistrats qui dirigent la cité et qui donne son prénom à l'année, nomme les différentes composantes de la représentation. Il nomme les chorèges, les poètes et les protagonistes. Le chorège est un riche citoyen qui recrute et équipe les chœurs. Les chœurs tragiques sont composés de douze puis quinze choreutes et les chœurs comiques de vingt-quatre. Les chorèges fournissent quelquefois de la nourriture et du vin aux spectateurs.
Le protagoniste est l'un des trois acteurs, il recrute le deuxième, le deutéragoniste, et le troisième, le tritagoniste. Toutes ces personnes sont des hommes, les rôles des femmes étant aussi joués par des hommes ; celui qui joue mal peut se faire fouetter par un mastigophore, agent public - muni d'un fouet, sur ordre de l'agonothète. Les poètes, les chœurs et les acteurs sont payés pour leur prestation. La présence des femmes dans le public est encore débattue par les spécialistes : certains d’entre eux, comme Haigh, Podlecki, Henderson, Mastromarco, Gerö et Johnsson, soutiennent que les femmes étaient présentes parmi le public des concours dramatiques ; d’autres préfèrent supposer leur exclusion : Rogers, Willems, Box, Wilson et Thiercy.
Dix juges tirés au sort parmi les citoyens décident des personnes gagnantes. Le public essaie d'ailleurs souvent de les influencer. Ces juges attribuent six récompenses symboliques, mais prestigieuses : deux aux meilleurs protagonistes comique et tragique, deux aux meilleurs chorèges comique et tragique et deux aux meilleurs poètes comique et tragique. Les poètes reçoivent des couronnes de lierre. Les chorèges reçoivent des trépieds qu'ils posent souvent sur des colonnes dans des lieux particulièrement fréquentés. Le public juge aussi l'archonte organisateur en le blâmant ou en faisant son éloge.

## L'édifice

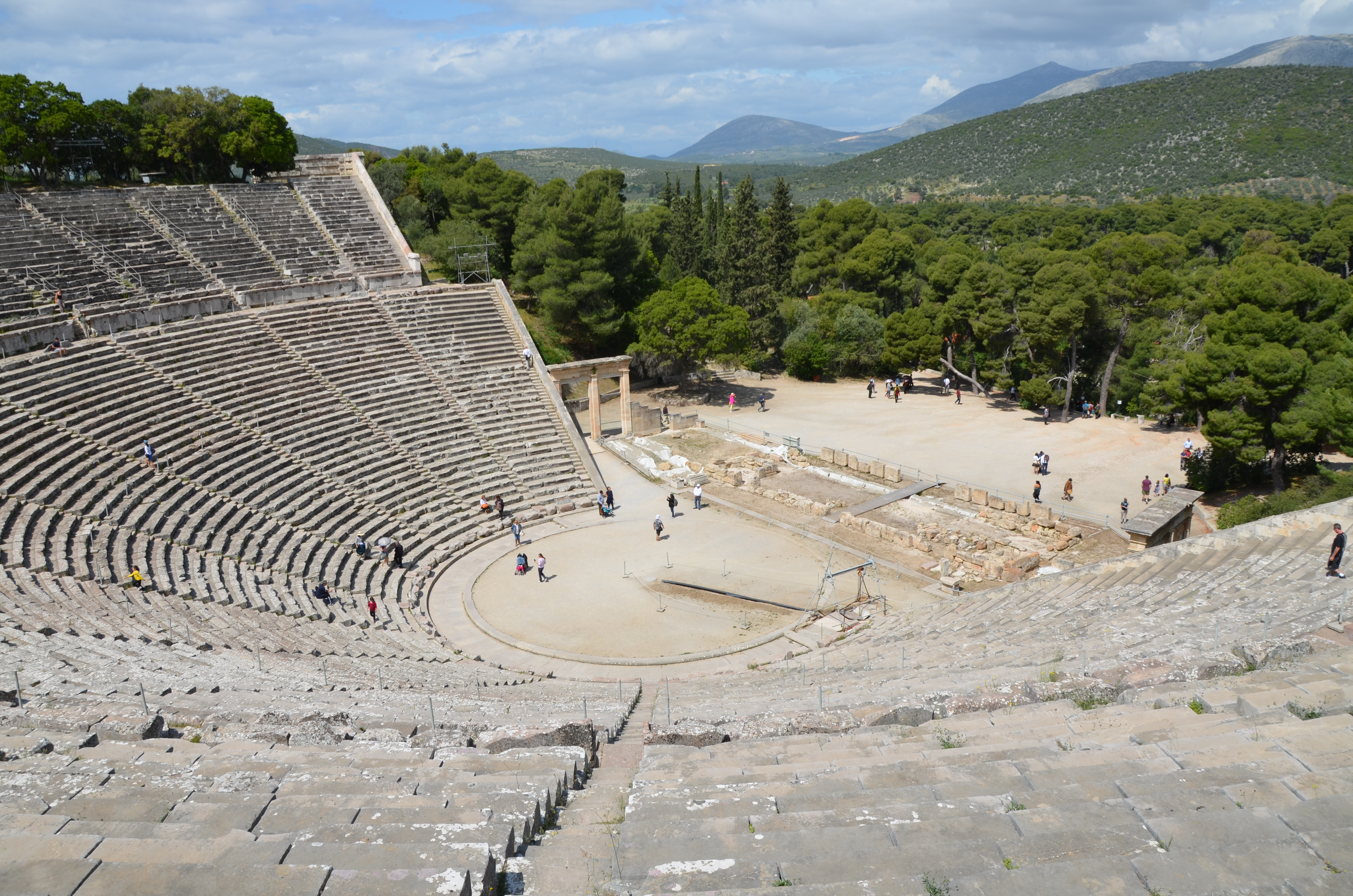
Théâtre d'Épidaure

Le terrain avant la construction de l'édifice était choisi en fonction de la qualité acoustique que prodiguait le lieu. Le koïlon désigne les gradins, adossés au relief naturel. Le premier rang est réservé aux spectateurs de marque ; les places sont en effet attribuées en fonction des catégories sociales. L’orchestra est un cercle de terre battue où se placent le chœur, les danseurs, chanteurs et musiciens. Il comporte aussi un autel de sacrifice, le thymélée (Autel de Dionysos, dieu du vin, dans le théatre grec). 

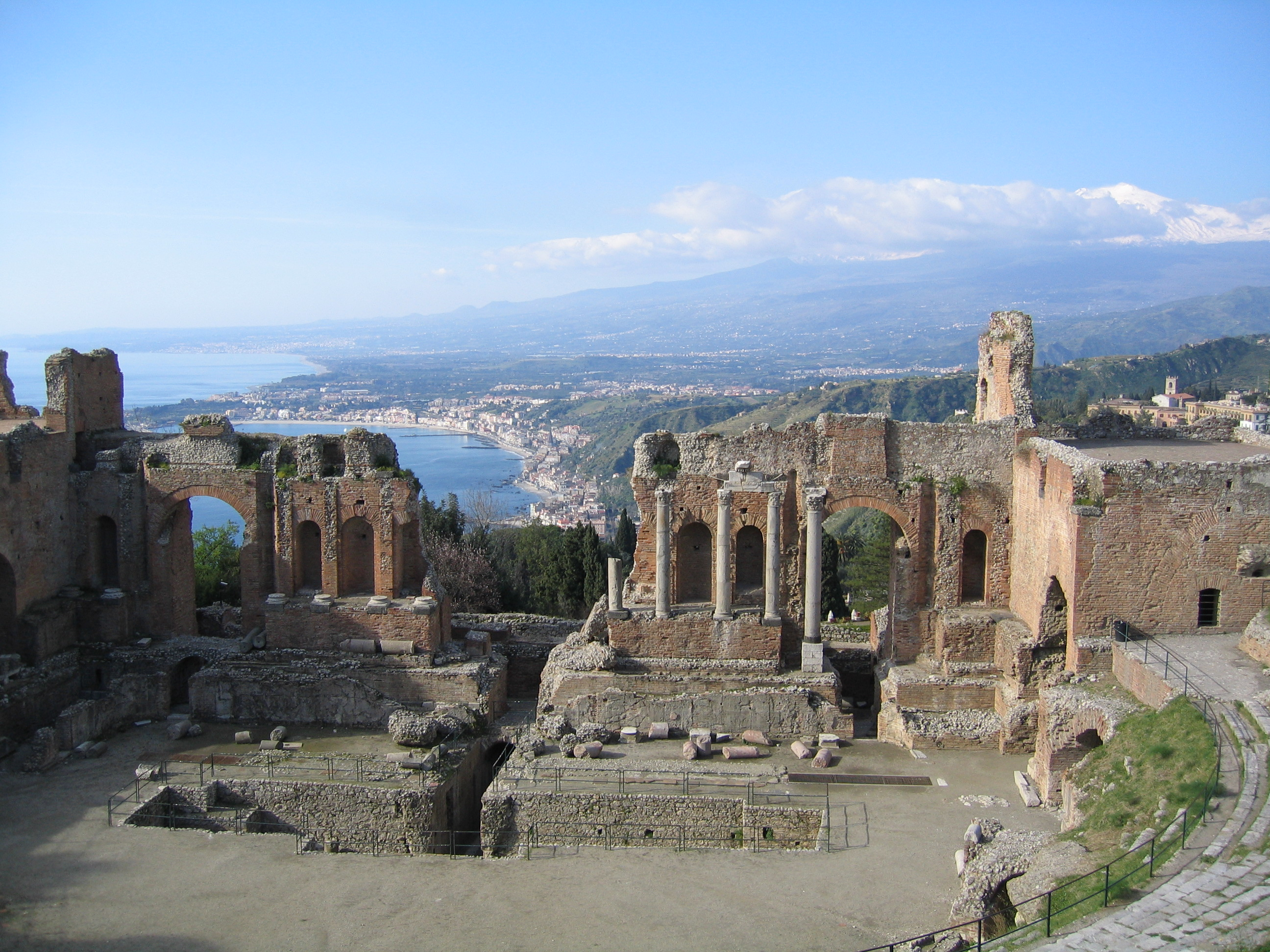
Théâtre de Taormine

Le proskénion est le lieu où jouent les acteurs, c'est une estrade étroite et longue en bois. La skéné est un édifice qui sert de coulisses aux acteurs ; il était en bois, puis en pierre à partir du IVe siècle av. J.-C. La scène est percée de trois portes : par la porte centrale entrait le personnage principal ; par la porte de droite entrait des personnages qui viennent de l'agora, et par la porte de gauche, de la campagne.
Le théâtre est organisé de manière à instaurer un support pour la communication avec les dieux. Tout d'abord, les couronnes de lierre offertes en récompense sont le symbole de Dionysos. De plus, le grand prêtre de Dionysos est présent au premier rang, dans l'axe de symétrie du koïlon. Les acteurs et celui-ci revêtent le même costume que la statue de Dionysos présente dans l’orchestra[réf. nécessaire]. Le temple, situé juste derrière la skéné et la statue du dieu de l’orchestra affirment sa présence[réf. nécessaire].
Les costumes prouvent cet aspect. Les acteurs portent des costumes et de grands masques qui peuvent les faire dépasser deux mètres vingt. Ces masques modifient d'ailleurs les voix en les rendant profondes et presque inhumaines. À cela s'ajoutent la longueur du spectacle déjà évoquée, le vin, et la nourriture autorisés. Le public rit, hurle, siffle et applaudit durant les comédies et crie d'horreur pendant les tragédies. D'ailleurs, il existait une police spéciale, les rhabdouques. Aux transes initiales succède le théâtre, dont la traduction étymologique est souvent « lieu pour voir », mais qui est plutôt un lieu pour avoir des visions[réf. nécessaire].

## Habillage

### Costumes

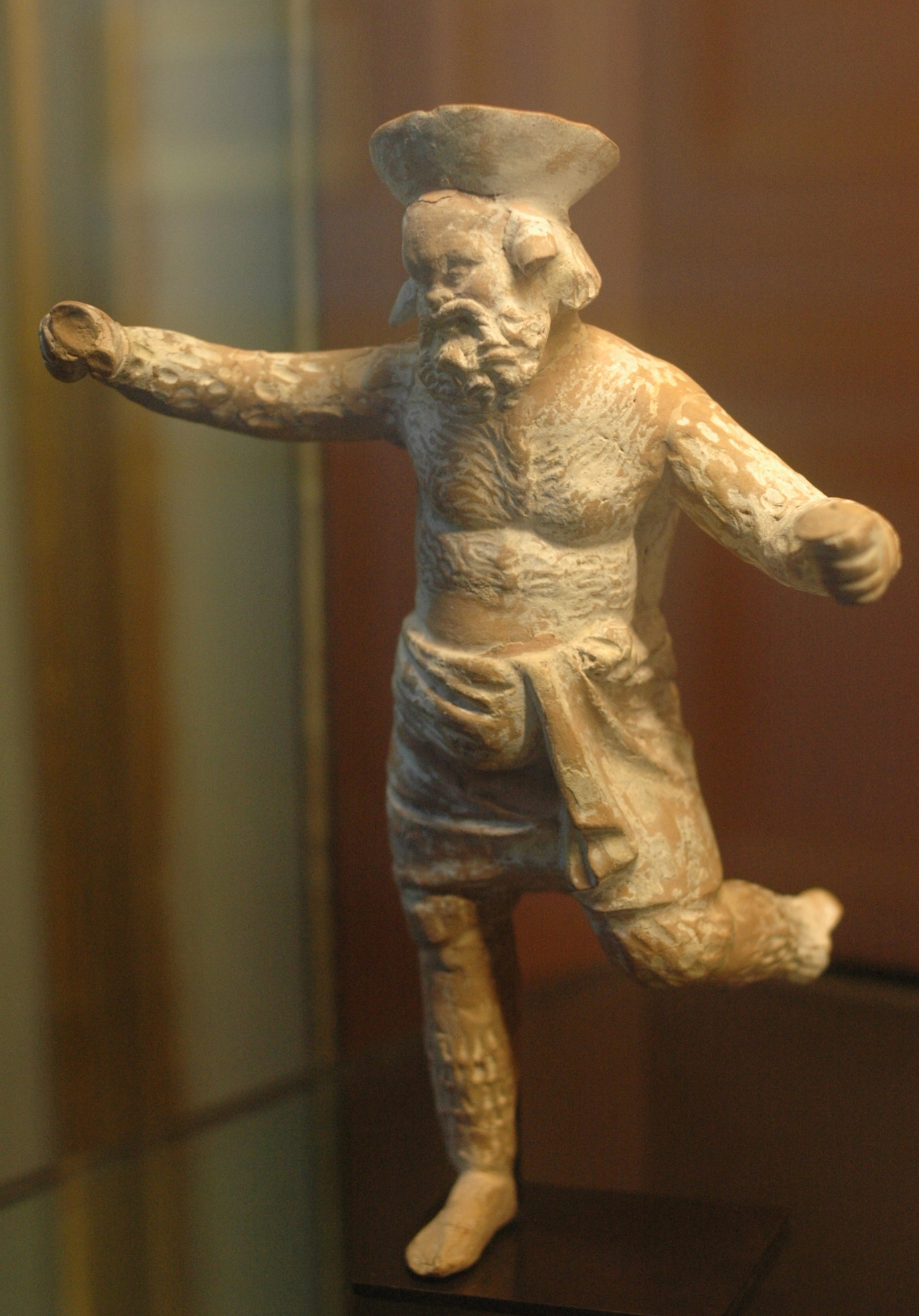
Papposilène de drame satyrique, terre cuite béotienne, Musée du Louvre

La Grèce antique connaît déjà la notion de costume de théâtre : les acteurs revêtent des habits, des souliers qui ne sont pas ceux de la vie quotidienne. Ceux-ci varient suivant l'époque et le genre (tragédie, comédie, drame satyrique), mais leur rôle reste identique : il s'agit de faciliter l'identification des personnages. En effet, un même acteur peut jouer plusieurs rôles au sein d'une même pièce, parfois très différents. Les textes des pièces ne comprennent aucune indication de costume, mais il est possible de relever des allusions pertinentes dans le texte lui-même. Il existe également des représentations figurées, très nombreuses pour la comédie : peintures sur vases ou encore figurine.
La tradition attribue à Eschyle l'introduction des costumes dans la tragédie. Ceux-ci peuvent être très variés. Ainsi, dans les Choéphores, Électre porte un vêtement de deuil. Le même personnage porte des haillons dans l’Électre d'Euripide. Dans Andromaque, Hermione déclare elle-même être couronnée d'or et porte un péplos spartiate bariolé. Dans la comédie les Acharniens, Aristophane montre Dicéopolis fouillant dans le magasin d'accessoires d'Euripide : on y trouve les haillons d'Œnée, la « crasseuse défroque » de Bellérophon, les guenilles de Télèphe ou encore les loques d'Ino. Les acteurs vont pieds nus ou chaussés de κόθορνοι / kothornoi, sorte de bottines, parfois lacées, parfois dotées de bouts pointus. Le costume comique masculin consiste souvent en un chiton,sorte de tunique, et un manteau court, laissant apercevoir un énorme pénis postiche, pendant et doté d'un gland vermillon. Il arrive que l'acteur utilise également des rembourrages au niveau des fesses et du ventre.
Les choreutes tragiques portent des vêtements qui identifient leur métier ou leur condition sociale. Dans les Suppliantes, le chœur représente les Danaïdes, qui portent de somptueuses robes barbares. Dans Ajax, il s'agit de marins de Salamine. Dans les drames satyriques, le chœur est toujours composé de satyres : ils sont nus, dotés d'un énorme pénis postiche en érection. Dans la comédie, le costume de base est agrémenté d'accessoires : de petites ailes, par exemple, pour le chœur des Guêpes.

### Masques

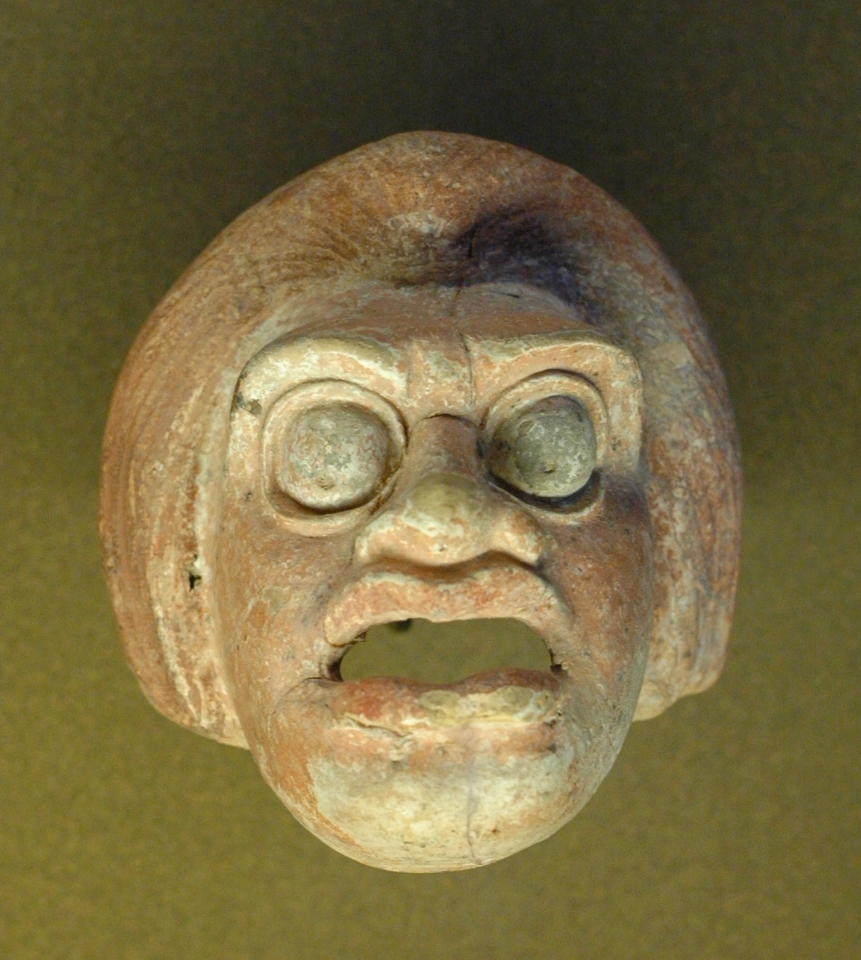
Figure décorative d'un masque de paysan, terre cuite de Tanagra, Musée du Louvre

Peter Meineck définit le masque comme « l’un des éléments les plus importants et toutefois les moins compris de la mise en scène tragique ». L’emploi des masques va se voir au sein de pratiques funèbres, familiales, mais c’est un objet constitutif dans la théâtralité. Le masque tient à une mise en distance du porteur, car il demande à l’acteur de se mettre au point de conjonctions entre les limites définies par le masque, c’est-à-dire la jeunesse, la vieillesse, la vie, la mort, le réel, l’imaginaire, l’être humain, un animal. 
Toute la troupe porte un masque dont Aristote avoue ignorer l'origine,. Selon la Souda, ils dérivent de l'innovation de Phrynichos, se passant le visage au blanc, puis à la teinture de pourpier. Les masques anciens ne couvrent que le visage. Par la suite, ils s'agrandissent vers le sommet du crâne, de sorte à pouvoir y fixer des perruques ou au contraire, à figurer un crâne chauve. Le masque est percé aux yeux et à la bouche, pour permettre au comédien de se déplacer et de s'exprimer librement. Malgré les indications des Anciens à ce sujet, des expériences modernes ont montré que la bouche du masque n'a pas pu servir de porte-voix[réf. nécessaire].
Une autre origine est donnée par Enrico Medda qui explique qu'elle est plus ancienne et remonterait au VIIe siècle av. J.-C. Il aurait permis un changement d’identité aux hommes lorsqu’ils participent à des cérémonies religieuses consacrés à Déméter (la déesse de l’agriculture et des moissons), Artémis (la déesse de la chasse, de la nature sauvage, la lune et de la chasteté) et surtout Dionysos (le dieu de l’extase, de la fertilité). Mais ils peuvent aussi être employés dans le cadre de concours tragiques à Athènes (connus par des chants dionysiaques (les dithyrambes)). Aristote dans Poétique et les vestiges archéologiques permettent de relier Dionysos, le dieu de la transformation et de l'altérité qui était vénéré et représenter sous la forme de masque. Le masque dionysiaque ne représentait que le dieu et les satyres. L'homme en portant le masque pouvait communiquer directement avec le divin, car il en jouait le rôle. La relation entre l'emploi du masque et la théâtralité pourrait sous-entendre son emploi dans la pratique théâtrale. 
Le masque tragique est plutôt réaliste. Le masque du drame satyrique porte une barbe, des oreilles pointues et un crâne chauve. Il y a deux trous pour les yeux et un pour la bouche. Le masque comique peut être très varié. Parfois, il caricature un personnage contemporain, bien connu des spectateurs. Dans Les Cavaliers, Aristophane plaisante sur le masque de l'acteur représentant Cléon : selon lui, l'homme est si beau que tous les fabricants de masques ont voulu le représenter mais la femme si laide que personne ne voulut la représenter. Très vite, des types de masques sont apparus suivant le personnage. Au IIe siècle, l’Onomastikon de Julius Pollux dresse une liste de 76 masques : 44 modèles comiques, 28 modèles tragiques et 4 modèles de drame satyrique. Les masques avaient différentes couleurs qui permettaient aux spectateurs de reconnaître les personnages (rouge pour les satyres, blanc pour les femmes, etc.). 
Les masques sont utiles pour les changements de rôle et l'identification rapide des personnages sur scène[réf. souhaitée]. Cette interprétation laïque est contestée par Enrico Medda qui pense que sont fausses les hypothèses de l'emploi du masque comme haut-parleur, comme objet permettant de changer d'identité pour l'acteur au cours d'une même pièce ainsi que comme un simple objet permettant de rendre plus visible l'acteur. L'interprétation laïque est moins étudiée par les chercheurs que l'interprétation religieuse qui créerait une relation entre la pratique rituelle et la tragédie. 
En raison de la fragilité de leur matériau (bois, cuir, cire, etc.), les masques originaux ont presque tous disparu. En revanche, nous conservons une bonne idée de leur apparence grâce à leur reproduction en terre cuite, surtout à Lipari. De plus faibles dimensions, ces reproductions pouvaient être dédiées comme ex-voto dans des temples, déposées dans des tombes ou plus simplement utilisées comme objets de décoration.